# Grenne
La Grenne est une petite rivière française, dans le département de Loir-et-Cher, en région Centre-Val de Loire et un affluent gauche de la Braye, donc un sous-affluent de la Loire par le Loir et la Sarthe.

## Géographie
De 28,6 km de longueur, elle prend sa source à La Chapelle-Vicomtesse, dans le Loir-et-Cher, entre les lieux-dits Maison Rouge et les Bisardières, à 196 m d'altitude.
Elle continue sa route vers l'ouest en passant par Choue, Mondoubleau, Cormenon
Enfin, elle conflue en rive gauche dans la Braye à hauteur de Sargé-sur-Braye, près du lieu-dit la Saulnerie, et donc juste vent une station de traitement des eaux, à 89 m d'altitude.

## Communes et cantons traversés
Dans le seul département de Loir-et-Cher, la Grenne traverse sept communes et deux cantons :
- dans le sens amont vers aval : La Chapelle-Vicomtesse (source), Boursay, Choue, Mondoubleau, Baillou, Cormenon, Sargé-sur-Braye (confluence).

Soit en termes de cantons, la Grenne prend source dans le canton de Droué et conflue dans le canton de Mondoubleau, le tout dans l'arrondissement de Vendôme.

## Affluents
La Grenne a douze affluents référencés dont cinq bras et sept affluents :
- le ruisseau du Bois Bercy (rd), 2,3 km sur les deux communes de Boursay et Droué avec un affluent :
  -  ? (rd) 0,3 km sur la seule commune de Boursay[note 1].
- cinq bras affluents et défluents 4,9 km sur les communes de Sargé-sur-Braye, Choue, Mondoubleau, Boursay.
- le Couraillon (rg), 5,1 km sur la seule commune de Choue avec un affluent :
  -  ? (rg), 0,9 km sur la seule commune de Choue[note 1].
- le ruisseau de la Vallée (rd), 4,8 km sur les trois communes de Choue, Saint-Agil, Boursay[note 1].
- le Guériteau (rd), 8,4 km sur les trois communes de Souday, Choue, Saint-Agil[note 1].
- le ruisseau des Ruaux (rd), 2,1 km sur la seule commune de Mondoubleau[note 1].
- le Parc ou ruisseau du tertre Chabot (rg), 7,4 km sur les cinq communes de Saint-Marc-du-Cor, Cormenon, Sargé-sur-Braye, Choue, Mondoubleau, avec deux affluents :
  - le ruisseau de Beaufeu (rg), 3,2 km sur les deux communes de Saint-Marc-du-Cor, Choue[note 1].
  -  ? (rd) 1 km sur les deux communes de Choue, Mondoubleau[note 1].
- le ruisseau de Tuilerie (rg), 3,2 km sur les deux communes de Cormenon et Sargé-sur-Braye[note 1].

Le rang de Strahler est donc de trois.

## Hydrographie
La Grenne traverse une seule zone hydrographique 'La Grenne & ses affluents' (M122) pour une superficie de 127 km2. son bassin versant est composé à 90,55 % de Territoires agricoles, et à 7,84 % de Forêts et milieux semi-naturels, à 1,58 % de territoire artificialisés.

## Pêche
On peut y trouver beaucoup de poissons blancs comme le vairon, le gardon, l'ablette, et plus en aval, la brème, la carpe, la tanche et le barbeau.
On peut espérer y attraper quelque brochets,.